# Luxemburg (Wisconsin)
Luxemburg es una villa ubicada en el condado de Kewaunee en el estado estadounidense de Wisconsin. En el Censo de 2010 tenía una población de 2.515 habitantes y una densidad poblacional de 427,96 personas por km².

## Geografía
Luxemburg se encuentra ubicada en las coordenadas 44°32′41″N 87°42′23″O / 44.54472, -87.70639. Según la Oficina del Censo de los Estados Unidos, Luxemburg tiene una superficie total de 5.88 km², de la cual 5.88 km² corresponden a tierra firme y (0%) 0 km² es agua.

## Demografía
Según el censo de 2010, había 2.515 personas residiendo en Luxemburg. La densidad de población era de 427,96 hab./km². De los 2.515 habitantes, Luxemburg estaba compuesto por el 97.18% blancos, el 0.2% eran afroamericanos, el 0.72% eran amerindios, el 0.08% eran asiáticos, el 0% eran isleños del Pacífico, el 0.91% eran de otras razas y el 0.91% pertenecían a dos o más razas. Del total de la población el 2.5% eran hispanos o latinos de cualquier raza.